# سیکورسکی اس-۶۹
سیکورسکی اس-۶۹ (به انگلیسی: Sikorsky S-69) یک هواگرد ساختِ کارخانهٔ سیکورسکی در کشور ایالات متحده آمریکا است. نخستین استفاده‌کنندهٔ این هواپیما ناسا بوده‌است. این هواگرد برای نخستین بار در ۲۶ ژوئیه ۱۹۷۳ میلادی مورد استفاده قرار گرفت.